# Aleksandrowo (powiat wągrowiecki)
Aleksandrowo – wieś pałucka w Polsce położona w województwie wielkopolskim, w powiecie wągrowieckim, w gminie Wapno.
W latach 1975−1998 miejscowość administracyjnie należała do województwa pilskiego.